# Chetan Bhagat

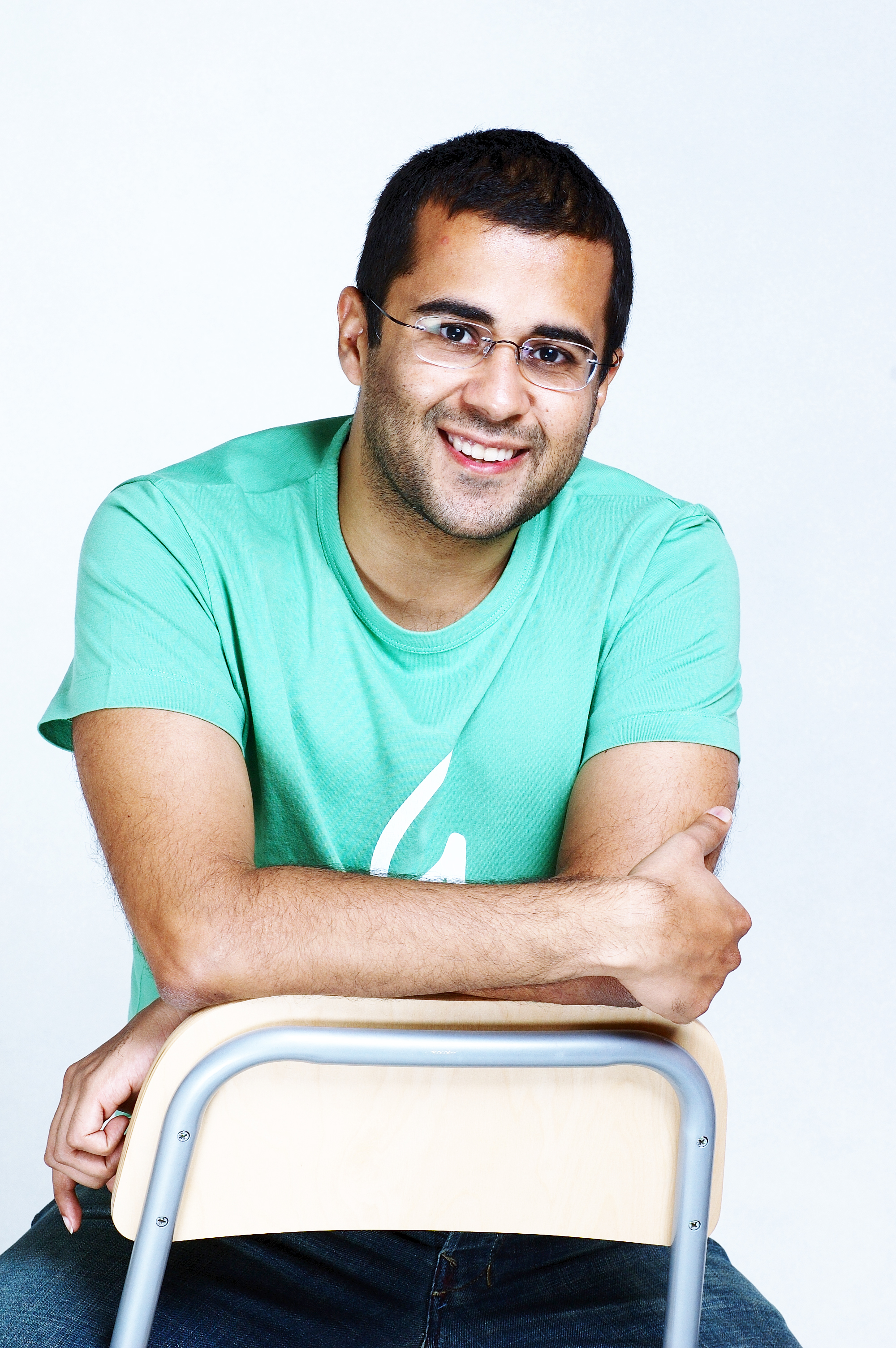
Chetan Bhagat, 2005

Chetan Bhagat (* 22. April 1974 in Neu-Delhi) ist ein indischer Schriftsteller.

## Leben
Bhagat wuchs in Delhi auf und besuchte die The Army Public School. 1995 erhielt er seinen Abschluss am Indian Institute of Technology in Neu-Delhi, 1997 den MBA am IIM Ahmedabad. Danach arbeitete er in Hongkong für amerikanische Firmen. Sein Buch One Indian Girl wurde im Annual Reading Trends Report for 2016 von Amazon.com als das meistgelesene Buch Indiens geführt.

## Auszeichnungen
- Society Young Achievers Award for Literature

## Werke
- Five Point Someone. Rupa & Co., Neu-Delhi 2004, ISBN 81-291-0460-1
- One Night @ The Call Center. (2005), ISBN 81-291-0818-6
- Three Mistakes of my life.(2007) ISBN 81-291-1372-4
- Two States.(2009), ISBN 81-291-1530-1
- Revolution 2020.(2011), ISBN 81-291-1880-7
- What Young India Wants.(2012), ISBN 978-81-291-2021-2
- One Indian Girl. Rupa Publications India 2016, ISBN 978-81-291-4214-6